# Pseudoeryx relictualis
Espèce
Pseudoeryx relictualis  est une espèce de serpents de la famille des Dipsadidae.

## Répartition
Cette espèce est endémique de l'État de Zulia au Venezuela.

## Publication originale
- Schargel, Rivas-Fuenmayor, Barros, Péfaur & Navarette, 2007 : A new aquatic snake (Colubridae: Pseudoeryx) from the Lake Maracaibo Basin, Nothwestern Venezuela: a relic of the past course of the Orinoco River. Herpetologica, vol. 63, no 2, p. 235-244.